# Exodokidium subsymmetricum
Exodokidium subsymmetricum là một loài rêu trong họ Bartramiaceae. Loài này được Cardot Cardot mô tả khoa học đầu tiên năm 1908.